# Vista West
Vista West és una concentració de població designada pel cens dels Estats Units a l'estat de Wyoming. Segons el cens del 2000 tenia 1.008 habitants.

## Demografia
Segons el cens del 2000, Vista West tenia 1.008 habitants, 364 habitatges, i 306 famílies. La densitat de població era de 79,8 habitants/km².
Dels 364 habitatges en un 38,5% hi vivien nens de menys de 18 anys, en un 75,3% hi vivien parelles casades, en un 6% dones solteres, i en un 15,9% no eren unitats familiars. En el 12,1% dels habitatges hi vivien persones soles el 3,3% de les quals corresponia a persones de 65 anys o més que vivien soles. El nombre mitjà de persones vivint en cada habitatge era de 2,77 i el nombre mitjà de persones que vivien en cada família era de 2,99.
Per edats la població es repartia de la següent manera: un 27,1% tenia menys de 18 anys, un 6,3% entre 18 i 24, un 26,5% entre 25 i 44, un 32,6% de 45 a 60 i un 7,5% 65 anys o més.
L'edat mediana era de 41 anys. Per cada 100 dones de 18 o més anys hi havia 103 homes.
La renda mediana per habitatge era de 45.865 $ i la renda mediana per família de 65.865 $. Els homes tenien una renda mediana de 40.074 $ mentre que les dones 21.607 $. La renda per capita de la població era de 25.846 $. Entorn de l'1,7% de les famílies i el 5,4% de la població estaven per davall del llindar de pobresa.

## Poblacions més properes
El següent diagrama mostra les poblacions més properes.